# Filistatinella domestica
Espèce
Filistatinella domestica est une espèce d'araignées aranéomorphes de la famille des Filistatidae.

## Distribution
Cette espèce est endémique du Mexique. Elle se rencontre au Tamaulipas, au San Luis Potosí, en Hidalgo, dans l'État de Mexico, au Puebla, en Oaxaca et au Chiapas.

## Description
Le mâle holotype mesure 2,56 mm et la femelle paratype 2,06 mm. Les mâles mesurent de 2,34 à 2,77 mm et les femelles de 1,87 à 3,31 mm.

## Publication originale
- Desales-Lara, 2012 : Descripción de una nueva especie del género Filistatinella Gertsch & Ivie, 1936 (Araneae: Filistatidae) de Toluca, México. Revista Ibérica de Aracnología, no 21, p. 51-55 (texte intégral).